# Doppelbelichtung

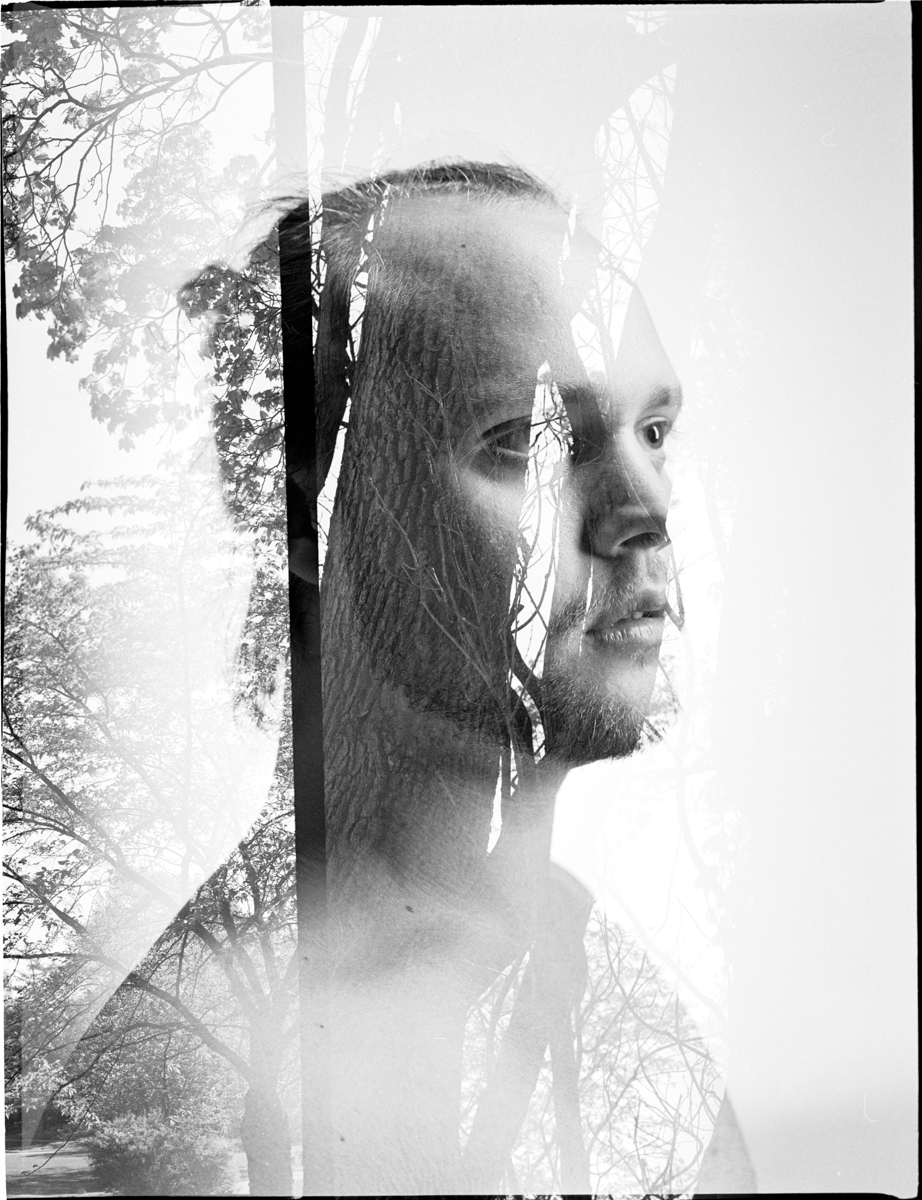
Doppelbelichtung Porträt Rollfilm

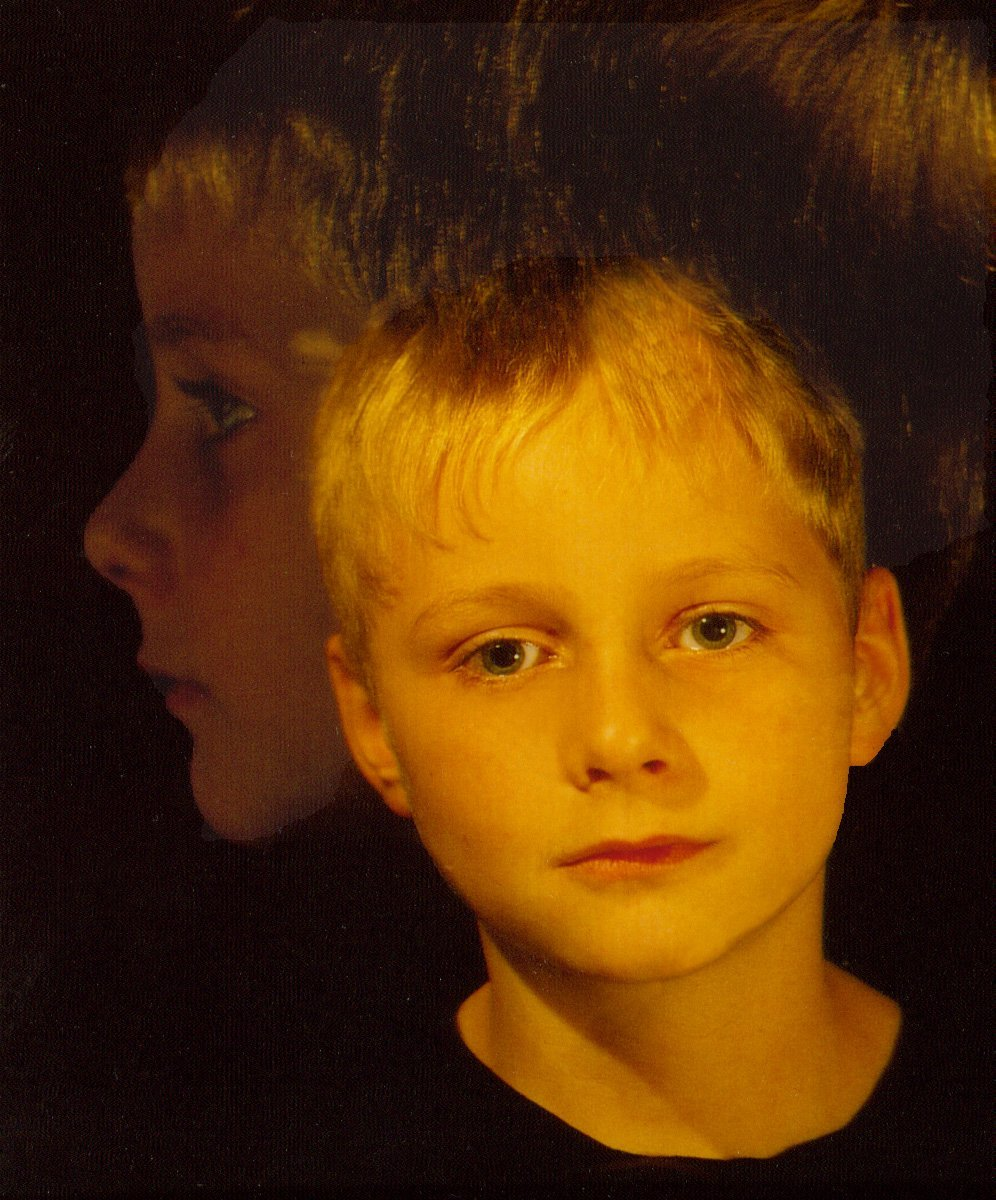
Doppelbelichtetes Kinderporträt

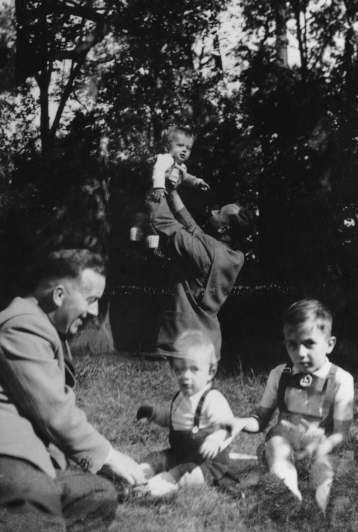
Doppelbelichtetes Rollfilm-Foto mit relativ klaren Konturen und wenig Durchsichtigkeit

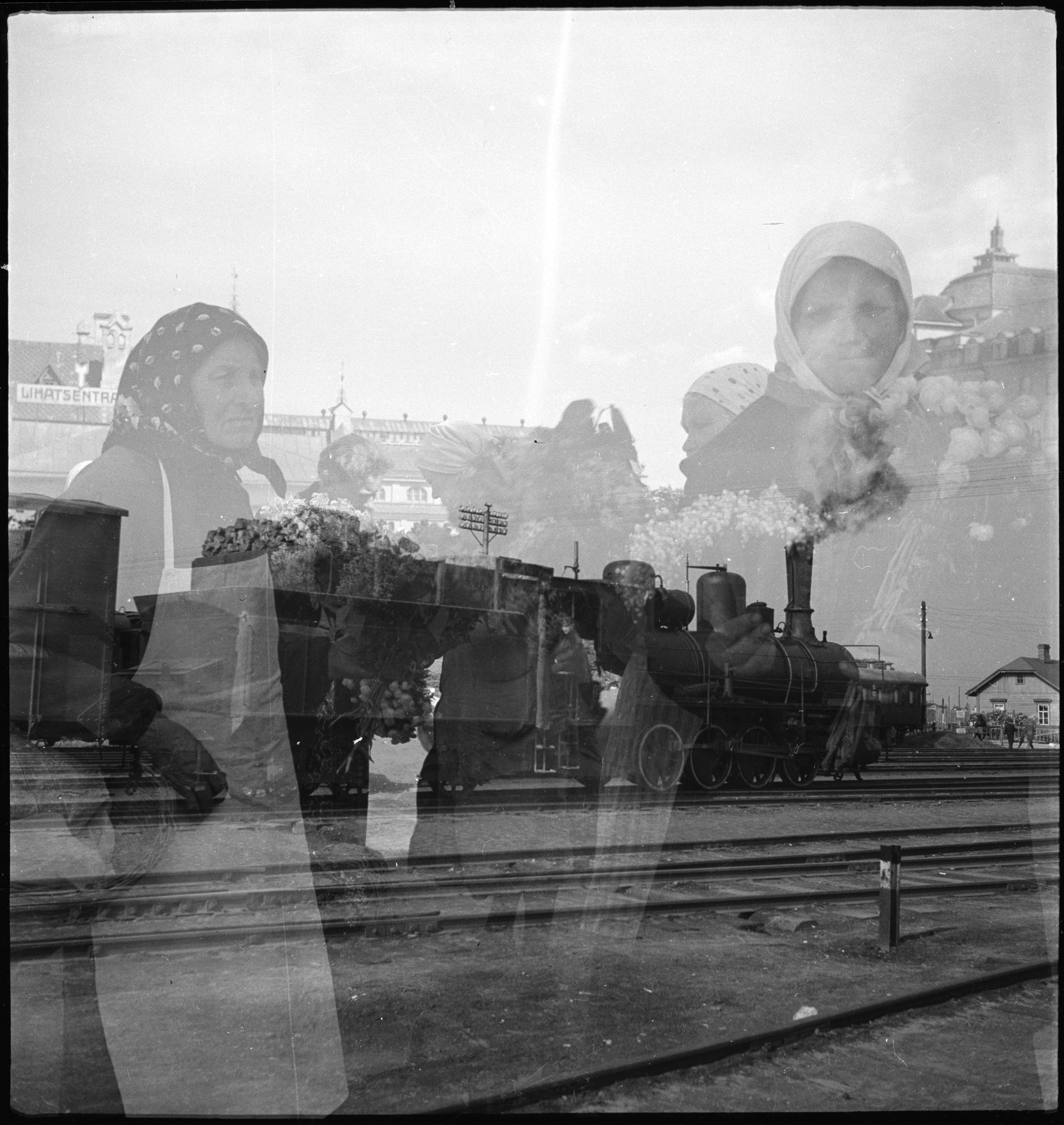
Doppelbelichtung: Frauen und Eisenbahn, Estland 1937, Foto: Annemarie Schwarzenbach
Schweizerisches Literaturarchiv SLA, Nachlass A. Schwarzenbach, A-5-16-120

Doppel- und Mehrfachbelichtung ist eine Technik aus der Analogfotografie, bei der ein Bild auf das vorherige belichtet wird. So werden mehrere Realitätsebenen in einem Bild festgehalten. Ähnlich wie bei Langzeitbelichtungen verschwimmen die einzelnen Belichtungen ineinander. Die Motive werden dabei häufig transparent.
Mit Doppelbelichtungen kann man Menschen und/oder Objekte zueinander in Bezug bringen. Beispielsweise werden zwei Gesichter zu einem Gesicht, ein Mensch verschwindet in einem Baum, oder eine Person begegnet sich selbst.

## Durchführung
Bei Doppelbelichtungen wird ein Bild, also eine bestimmte Fläche des Films, zweimal nacheinander belichtet. Es wird also zweimal fotografiert, ohne den Film weiter zu transportieren. Um dies zu ermöglichen, darf es keine mechanische Kopplung des Filmtransports mit dem Spannen des Verschlusses geben; diese Entkopplung ist nicht bei jeder Kamera vorgesehen.  Falls der Hintergrund bei beiden Belichtungen derselbe ist und deckungsgleich wiedergegeben werden soll, so sollte die Kamera auf ein Stativ gestellt werden. Doppel- und Mehrfachbelichtungen können auch ohne Mithilfe von anderen alleine mit Selbstauslöser oder Fernauslöser durchgeführt werden.
Ist der Hintergrund dunkel und das Motiv im Vordergrund gut angeleuchtet, so erhält man zwei klare Aufnahmen in einem Bild. Ist der Hintergrund heller, lässt sich nicht vermeiden, dass das Motiv leicht bis stark durchsichtig wird, was aber auch gezielt in die Bildgestaltung mit einbezogen werden kann. In diesem Fall muss unter Umständen auch die Belichtung korrigiert werden, damit das Bild nicht überbelichtet wird.

## Variationen
Statt den Film in der Kamera zweimal zu belichten, können auch bei der Ausbelichtung zwei Negative auf einem Fotopapier kombiniert werden. Beide können entweder nacheinander belichtet oder zusammen in die Negativbühne gelegt werden. Dieses Verfahren wird als Sandwich bezeichnet.